# Дініш Родрігіш
Жозе́ Ді́ніш Пі́нту де Магалья́йнш Родрі́гіш (порт. José Dinis Pinto de Magalhães Rodrigues; нар. 14 липня 2005) — португальський футболіст, нападник швейцарського клубу «Сьйон».

## Клубна кар'єра

### «Брага»
Виступав за юнацькі команди «Гондін-Мая» і «Мая Лідадор» з рідного міста, а 2018 року приєднався до академії «Браги». 23 липня 2021 року підписав з клубом свій перший професіональний контракт. 26 листопада 2022 року дебютував за резервну команду в матчі Терсейра-ліги проти «Монталегре».
1 серпня 2024 року продовжив контракт з клубом до літа 2027 року.

### «Сьйон»
17 липня 2025 року перейшов у швейцарський «Сьйон», підписавши трирічний контракт.

## Кар'єра в збірній
Виступав за збірні Португалії до 15, до 16, до 17, до 18 і до 20.
В травні 2022 року потрапив в заявку збірної до 17 років на юнацький чемпіонат Європи в Ізраїлі. На турнірі провів п'ять матчів, відзначившись по голу проти збірних Шотландії та Іспанії, а його команда дійшла до півфіналу, де поступилась французам у серії післяматчевих пенальті.

## Статистика виступів
Станом на 2 травня 2025
| Клуб              | Сезон             | Чемпіонат         | Чемпіонат | Чемпіонат | Кубок | Кубок | Кубок ліги | Кубок ліги | Єврокубки | Єврокубки | Інші  | Інші | Всього | Всього |
| Клуб              | Сезон             | Дивізіон          | Матчі     | Голи      | Матчі | Голи  | Матчі      | Голи       | Матчі     | Голи      | Матчі | Голи | Матчі  | Голи   |
| ----------------- | ----------------- | ----------------- | --------- | --------- | ----- | ----- | ---------- | ---------- | --------- | --------- | ----- | ---- | ------ | ------ |
| Брага Б           | 2022–23           | Терсейра-ліга     | 2         | 0         | —     | —     | —          | —          | —         | —         | —     | —    | 2      | 0      |
| Брага Б           | 2023–24           | Терсейра-ліга     | 17        | 0         | —     | —     | —          | —          | —         | —         | —     | —    | 17     | 0      |
| Брага Б           | 2024–25           | Терсейра-ліга     | 2         | 0         | —     | —     | —          | —          | —         | —         | —     | —    | 2      | 0      |
| Брага Б           | Всього            | Всього            | 21        | 0         | 0     | 0     | 0          | 0          | 0         | 0         | 0     | 0    | 21     | 0      |
| Сьйон             | 2025–26           | Суперліга         | 0         | 0         | 0     | 0     | 0          | 0          | —         | —         | —     | —    | 0      | 0      |
| Всього за кар'єру | Всього за кар'єру | Всього за кар'єру | 21        | 0         | 0     | 0     | 0          | 0          | 0         | 0         | 0     | 0    | 21     | 0      |